# Thermopsis fraxinifolia
Thermopsis fraxinifolia är en ärtväxtart som först beskrevs av John Torrey och Asa Gray, och fick sitt nu gällande namn av Moses Ashley Curtis. Thermopsis fraxinifolia ingår i släktet lupinväpplingar, och familjen ärtväxter. Inga underarter finns listade i Catalogue of Life.